# Refa’el Falach
Refa’el Falach – izraelski goalballista, uczestnik Letnich Igrzysk Paraolimpijskich 1992.
Na igrzyskach, reprezentował swój kraj w goalballu. Jego reprezentacja zajęła siódme miejsce. Wystąpił w czterech spotkaniach.